# Förförd på italienska
Förförd på italienska (italienska: Sedotta e abbandonata) är en italiensk dramakomedi från 1964 i regi av Pietro Germi.

## Utmärkelser
Filmen vann David di Donatello-priset för bästa regi och bästa produktion 1964.

## Rollista i urval
- Stefania Sandrelli - Agnese
- Saro Urzì - Vincenzo, Agneses far
- Aldo Puglisi - Peppino, far till Agneses barn
- Lando Buzzanca - Antonio, Agneses bror
- Paola Biggio - Matilde, Peppinos fästmö
- Lola Braccini - Amalia, Peppinos mor
- Rocco D'Assunta - Orlando, Peppinos far
- Leopoldo Trieste - baron Rizieri
- Umberto Spadaro - advokat Ascalone
- Oreste Palella - polischef Potenza